# Francesc Agell i Martí
Francesc Agell i Martí (Mataró, 26 de febrer de 1812-Sant Gervasi de Cassoles, 8 d'octubre de 1891) va ser un farmacèutic i químic català, alcalde de Badalona de 1848 a 1849.
Fill del fuster Francesc Agell i de Gertrudis Martí. Es va instal·lar a Badalona cap a 1835, any en què es va casar amb Mercè Comià i Escobet, filla del també químic i farmacèutic Eudald Comià i Font, un dels socis de Casanova i Cia, primera indústria química documentada a Badalona (1825) dedicada a la fabricació d'àcids. Ben aviat el seu sogre l'associà a l'empresa i a la seva mort, va quedar sota la seva direcció i, a més, es va traslladar a viure a casa de Comià, que residia a la masia de Ca l'Andal, situada davant de la fàbrica. Entrà com a regidor de l'Ajuntament de Badalona el 1848 i fou elegit alcalde. Durant el seu mandat es va inaugurar la línia de ferrocarril entre Mataró i Barcelona. Tanmateix, renuncià al càrrec el 1849 adduint que no podia atendre els seus negocis. Va viure a Badalona fins a 1879 aproximadament, quan es va vendre les seves propietats i va marxar a viure a Sant Gervasi, on el seu fill Eudald hi tenia farmàcia. Va morir en aquesta localitat a causa d'una dilatació cardíaca. Es creu que podria estar enterrat al mateix nínxol que Eudald Comià, al cementiri del Sant Crist, però no se'n tenen proves.